# Rodrigo Cabrera
Rodrigo Sergio Cabrera Sasia (Montevideo, Uruguay, 2 de mayo de 1989) es un futbolista uruguayo, que juega como defensa y actualmente milita en Nacional Potosí de la Primera División de Bolivia.

## Clubes
| Club                     | País      | Año           |
| ------------------------ | --------- | ------------- |
| Defensor Sporting        | Uruguay   | 2008 - 2010   |
| River Plate (Montevideo) | Uruguay   | 2011 - 2012   |
| Juventud Las Piedras     | Uruguay   | 2012 - 2013   |
| Carabobo                 | Venezuela | 2014          |
| Juventud Las Piedras     | Uruguay   | 2014 - 2015   |
| Fuenlabrada              | España    | 2015 - 2016   |
| Los Andes                | Argentina | 2016          |
| Fénix                    | Uruguay   | 2017          |
| Delfín                   | Ecuador   | 2018          |
| Atenas de San Carlos     | Uruguay   | 2018          |
| Cobresal                 | Chile     | 2019          |
| Nacional Potosí          | Bolivia   | 2020-presente |